# 莫瓦勒
莫瓦勒（法語：Moval，法語發音：[mɔval]）是法国勃艮第-弗朗什-孔泰大区贝尔福地区省的一个旧市镇，位于该省中部偏南，属于贝尔福区。2019年1月1日，莫瓦勒和相邻的梅鲁合成为新市镇梅鲁-莫瓦勒。此次并非两市镇首次合并，早在1972年，两市镇就曾合并过，但后于1997年一分为二。

## 地理
莫瓦勒（47°35'12"N, 6°52'53"E）面积1.16 平方千米，位于法国勃艮第-弗朗什-孔泰大區贝尔福地区省，该省份为法国东北部内陆省份，东临上莱茵省，北起孚日省，西接上索恩省，南与杜省和瑞士接壤。
与莫瓦勒接壤的市镇（或旧市镇、城区）包括：塞沃南、布罗涅、梅鲁、特雷沃南。
莫瓦勒的时区为UTC+01:00、UTC+02:00（夏令时）。

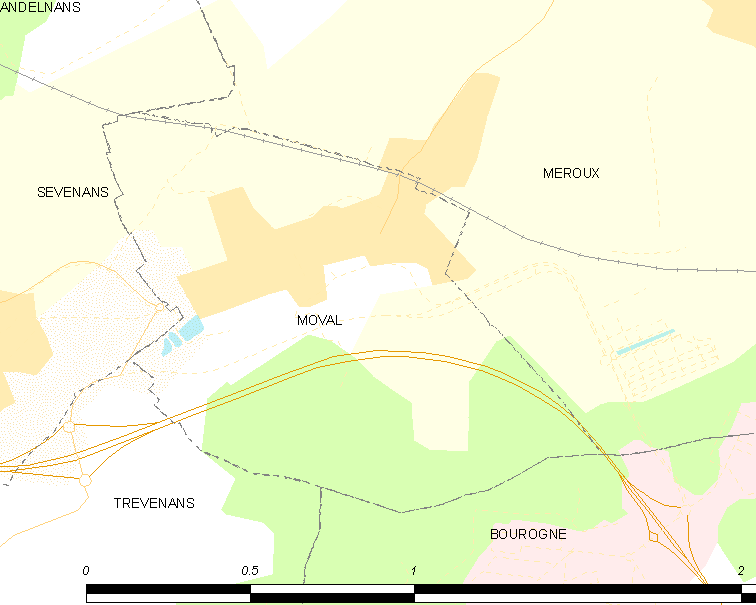
莫瓦勒的OSM定位图

## 行政
莫瓦勒的邮政编码为90400，INSEE市镇编码为90073。

## 政治
莫瓦勒所属的省级选区为沙特努瓦莱福日县。

## 人口

1962-2008年间莫瓦勒人口变化图示

莫瓦勒于2018年1月1日时的人口数量为448人。